# Academia de Bellas Artes de Vitoria
La Academia de Bellas Artes, antes conocida también como Escuela Gratuita de Dibujo o Academia de Dibujo, fue una institución educativa del siglo XIX sita en la ciudad española de Vitoria. En 1889, se convertiría en Escuela de Artes y Oficios.

## Descripción
Nació, como Academia de Dibujo, al calor del impulso de la Real Sociedad Bascongada de Amigos del País, que alentó la creación de una academia de esas características en cada una de las capitales de provincia vascas. La de Vitoria estaba establecida en la casa-palacio de la sociedad que compró Domingo de Aguirre con la intención de establecer su seminario eclesiástico.
Los servicios de estas academias cesaron con el tiempo. En el caso de la de Vitoria, sin embargo, Íñigo Ortés de Velasco, marqués de la Alameda, se propuso restablecerla: asociado con otras personas ilustradas de la capital alavesa, consiguió instalarla por medio de suscripción y hacerla funcionar desde 1818 hasta 1826, año en que el ayuntamiento de la ciudad impuso un maravedí por cada libra de carne que se consumía, con cuyo arbitrio se cubrían los gastos. En 1830 se terminó el edificio en el que pasaría a estar situada la academia, construido según los planos del arquitecto vitoriano Benigno de Moraza. José Colá y Goiti, en La ciudad de Vitoria bajo los puntos de vista artístico, literario y mercantil, seguida del indicador del viajero, describía el edificio con las siguientes palabras:

«Está formado su ingreso de un intercolumnio toscano, sumamente sencillo, que da paso á una rotonda sostenida por columnas de madera, con luz cenital en las que se dan las clases de dibujo de figura y adorno, y flanqueada por las dependencias y diversos departamentos al servicio del instituto para quien se hizo la casa. A la derecha están las clases de copia del yeso y talla y las habitaciones del conserje, y á la izquierda el salon de aritmética y la sala de juntas»

El personal facultativo se componía de cuatro profesores, mientras que el administrativo lo integraban personas distinguidas de la población, que desempeñaban los cargos de forma gratuita y honorífica, bajo la tutela del ayuntamiento, que enviaba, a su vez, al procurador síndico y a dos regidores. Se contaron entre sus profesores Carlos Imbert, Emilio Soubrier, Pedro López de Robles, Epifanio Díaz de Arcaute, Prudencio Villaoz, Francisco Hueto y Ramón Bajo. En la junta directiva, estuvieron en algún momento figuras como Federico Baráibar ―que fue secretario―, Jacinto de Arregui, Francisco Juan de Ayala, Ricardo Becerro de Bengoa, Íñigo Ortés de Velasco, Fausto Íñiguez de Betolaza y Mariano Gutiérrez de Rozas.
Los cursos, a finales del siglo XIX, eran dos: uno comenzaba el día 1 de octubre y terminaba la víspera del domingo de Ramos, con clases por la noche durante dos horas y asignaturas entre las que se contaban dibujo de figura, copia del antiguo, dibujo de adorno, talla y vaciado, delineación y aritmética y geometría; otro se inauguraba el lunes después de Cuasimodo y se cerraba el 31 de julio, con clases de once de la mañana a doce y media del mediodía, con solo niñas, a las que se instruía en el dibujo de figura y de arno. En el curso de 1882 a 1883, por ejemplo, tuvo el primero 374 alumnos matriculados, y el segundo, 145.